# Stepan Jurčyšyn
Stepan Fedorovyč Jurčyšyn (in ucraino Степан Федорович Юрчишин?, in russo Степан Фёдорович Юрчишин?, Stepan Fëdorovič Jurčišin; Kernycja, 8 agosto 1957 – 10 luglio 2025) è stato un calciatore e allenatore di calcio sovietico, dal 1991 ucraino, di ruolo attaccante.

## Statistiche

### Cronologia presenze e reti in Nazionale
| Cronologia completa delle presenze e delle reti in nazionale ― Unione Sovietica | Cronologia completa delle presenze e delle reti in nazionale ― Unione Sovietica | Cronologia completa delle presenze e delle reti in nazionale ― Unione Sovietica | Cronologia completa delle presenze e delle reti in nazionale ― Unione Sovietica | Cronologia completa delle presenze e delle reti in nazionale ― Unione Sovietica | Cronologia completa delle presenze e delle reti in nazionale ― Unione Sovietica | Cronologia completa delle presenze e delle reti in nazionale ― Unione Sovietica | Cronologia completa delle presenze e delle reti in nazionale ― Unione Sovietica |
| Data                                                                            | Città                                                                           | In casa                                                                         | Risultato                                                                       | Ospiti                                                                          | Competizione                                                                    | Reti                                                                            | Note                                                                            |
| ------------------------------------------------------------------------------- | ------------------------------------------------------------------------------- | ------------------------------------------------------------------------------- | ------------------------------------------------------------------------------- | ------------------------------------------------------------------------------- | ------------------------------------------------------------------------------- | ------------------------------------------------------------------------------- | ------------------------------------------------------------------------------- |
| 23/05/1979                                                                      | Mosca                                                                           | Unione Sovietica                                                                | 1 – 0                                                                           | Germania Est                                                                    | Amichevole                                                                      | -                                                                               | 46’                                                                             |
| 23/05/1979                                                                      | Atene                                                                           | Grecia                                                                          | 1 – 0                                                                           | Unione Sovietica                                                                | Qual. Euro 1980                                                                 | -                                                                               | 46’                                                                             |
| 23/05/1979                                                                      | Mosca                                                                           | Unione Sovietica                                                                | 3 – 1                                                                           | Romania                                                                         | Amichevole                                                                      | 1                                                                               |                                                                                 |
| 23/05/1979                                                                      | Mosca                                                                           | Unione Sovietica                                                                | 2 – 2                                                                           | Finlandia                                                                       | Qual. Euro 1980                                                                 | -                                                                               | 72’                                                                             |
| Totale                                                                          |                                                                                 | Presenze                                                                        | 4                                                                               |                                                                                 | Reti                                                                            | 1                                                                               |                                                                                 |